# Кожевников, Александр Тимофеевич
Александр Тимофеевич Кожевников (16 августа 1893 года — 8 августа 1938 года) — ас-истребитель Императорского военно-воздушного флота в период Первой мировой войны.
Окончил Оренбургский Неплюевский кадетский корпус 1911 г., а затем Николаевское кавалерийское училище по 1 р. 1913 с зачислением в чине хорунжего во 2-й Оренбургский казачий полк. 8 сентября 1914 года переведён в 11-й Оренбургский казачий полк, где с 7 ноября по 15 декабря 1914 года исправлял должность полкового адъютанта, а с 25 июля по 11 сентября 1915 года временно командовал 1-й сотней, а с 12 по 28 сентября того же года временно командовал 2-й сотней. 12 января 1916 года был откомандирован в партизанский отряд Оренбургской казачьей дивизии и за отличие в боях был произведён 17 апреля в чин сотника и 1 сентября награждён орденом Св. Анны IV степени с надписью «За храбрость». С 1 марта по 17 октября 1916 года обучался в Севастопольской военной авиашколе, по окончании которой было присвоено звание «военный лётчик». 8 ноября 1916 года был зачислен во 2-й корпусной авиационный отряд. За отличие в боях был награждён орденами Св. Анны III степени с мечами и бантом и Св. Станислава III степени с мечами и бантом, а также Георгиевским оружием. 16 сентября 1917 года назначен командиром 4-го авиационного отряда истребителей с производством в чин подъесаула.
После Октябрьской социалистической революции примкнул к большевикам и был выбран командиром 3-го авиационного отряда истребителей. Командуя 1-м авиационным отрядом истребителей, авиацией 6-й армии и Харьковского военного округа, участвовал в гражданской войне, был награждён орденом Красного Знамени.
Окончил курсы усовершенствования начальствующего состава при Военной академии имени М. В. Фрунзе (1923).
Начальник ВВС Западного ВО (с 05.11.1923), начальник управления ВВС Белорусского ВО,.
Расстрелян в Москве по ложному обвинению. Реабилитирован в 1956 г.